# Nowy Duninów (gmina)
Nowy Duninów (do 1954 gmina Duninów) – gmina wiejska w Polsce położona w województwie mazowieckim, w powiecie płockim. W latach 1975–1998 gmina administracyjnie należała do województwa płockiego.
Siedziba gminy to Nowy Duninów.
Według danych z 30 czerwca 2004 gminę zamieszkiwało 3899 osób.

## Struktura powierzchni
Według danych z roku 2002 gmina Nowy Duninów ma obszar 144,79 km², w tym:
- użytki rolne: 22%
- użytki leśne: 66%

Gmina stanowi 8,05% powierzchni powiatu.

## Demografia

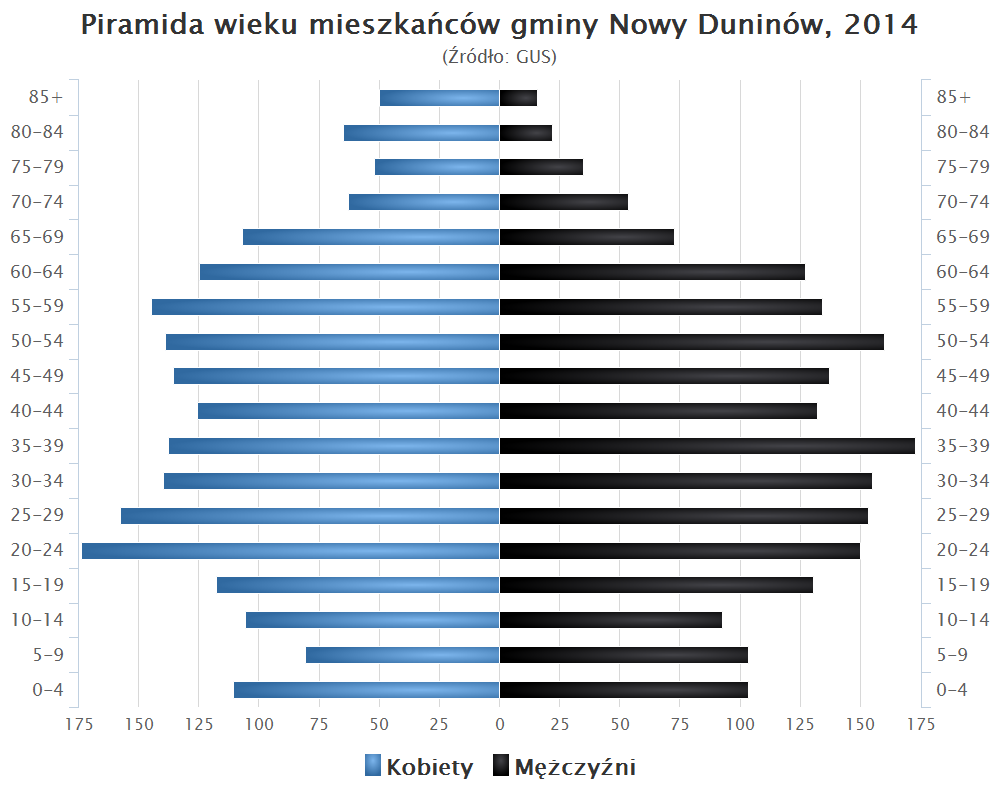
Piramida wieku mieszkańców gminy Nowy Duninów w 2014 roku

Dane z 30 czerwca 2004:
| Opis                              | Ogółem | Ogółem | Kobiety | Kobiety | Mężczyźni | Mężczyźni |
| --------------------------------- | ------ | ------ | ------- | ------- | --------- | --------- |
| jednostka                         | osób   | %      | osób    | %       | osób      | %         |
| populacja                         | 3899   | 100    | 2002    | 51,3    | 1897      | 48,7      |
| gęstość zaludnienia (mieszk./km²) | 26,9   | 26,9   | 13,8    | 13,8    | 13,1      | 13,1      |

## Sołectwa
Brwilno, Brwilno Dolne-Soczewka, Duninów Duży, Dzierzązna, Kamion-Grodziska, Karolewo-Nowa Wieś, Lipianki, Nowy Duninów, Popłacin, Stary Duninów, Środoń-Brzezinna Góra, Trzcianno-Jeżewo, Wola Brwileńska.

## Sąsiednie gminy
Baruchowo, Brudzeń Duży, Gostynin, Łąck, Płock, Stara Biała, Włocławek

## Miasta partnerskie
- Roncello